# غريزلدا بلانكو
غريزلدا بلانكو ريستريبو (بالإسبانية: Griselda Blanco Restrepo) (15 فبراير 1943 - 3 سبتمبر 2012) المعروفة بـلا مادرينا، والأرملة السوداء (لأنها قتلت كل أزواجها) ، وعرابة الكوكايين، وملكة الاتجار بالمخدرات، هي بارونة مخدرات كولومبية من كارتيل ميديلين ورائدة في تجارة الكوكايين في ميامي والمنظمات الإجرامية خلال العقد 1970 وبداية العقد 1980. ويشاع أنها هي من أرشدت التاجر الشهير بابلو إسكوبار إلى تجارة الكوكاين.
تشير التقديرات إلى أنها كانت مسؤولة عمّا يصل إلى 200 جريمة قتل خلال نقلها للكوكايين من كولومبيا إلى نيويورك وميامي وجنوب كاليفورنيا.
وفي العام 2024 طرحت نتفليكس مسلسل من ستة حلقات بعنوان "غريزيلدا" يوثق رحلتها في عالم الكوكايين.

## نشأتها
ولدت غريزلدا بلانكو في كولومبيا، في مدينة قرطاجنة. هاجرت مع ووالدتها إلى مدينة ميديلين عندما كانت في سن الثالثة، دخلت عالم الإجرام في سن مبكرة بسبب الظروف الاجتماعية والاقتصادية والسياسية الصعبة التي كانت تعيشها المدينة في ذلك الوقت.
ذكر شريكها السابق، تشارلز كوزبي، أنها في سن الحادي عشر اختطفت طفلاً من إحدى الأحياء الراقية بالقرب من منزلها وحاولت طلب فدية لكن بعدما تم رفض الأمر، أطلقت النار عليه.
بدأت بلانكو بسرقة الجيوب قبل أن تصل إلى سن المراهقة و عند بلوغها سن التاسع عشر، فرّت من المنزل للهروب من حبيب والدتها بعدما إعتدى عليها جنسيا. اضطرت بعدها إلى السرقة وَسَط المدينة للبقاء على قيد الحياة، واستمرت في ذلك حتى بلوغها سن العشرين.
خلال هذه الفترة، ترددت ادعاءات بأن بلانكو ربما كانت تشتغل في مجال الدعارة لتحسين وضعها المالي، مع أنها نفت هذه الادعاءات بشكل مستمر.

## تجارة المخدرات
بلانكو كانت شخصية رئيسية في تجارة الكوكايين بين كولومبيا والمدن الشِّمالية الأمريكية الكبرى مثل ميامي ونيويورك، بالإضافة إلى توريد المخدرات للتجار في كاليفورنيا. امتدت شبكتها التوزيعية عبر الولايات المتحدة وكولومبيا، وكانت تحقق دخلاً شهريًا يصل إلى 80 مليون دولار.
في البداية، بدأت بلانكو وزوجها الأول، كارلوس تروخيلو، في تجارة الماريجوانا في كولومبيا. بعد طلاقها من تروخيلو في عام 1964، دخلت بلانكو الولايات المتحدة بشكل غير قانوني باستخدام وثائق مزورة وهويات مزيفة. استقرت في نهاية المطاف في كوينز، بمدينة نيويورك، مع أطفالها الثلاثة وزوجها الثاني، ألبرتو برافو، الذي كان يشتغل بتهريب الكوكايين لمصلحة كارتل ميديلين الشهير. أسسوا معًا شبكة إجرامية مربحة لبيع المخدراتمربحة جدًا في نيويورك.
في أبريل عام 1975، انتبهت السلطات إلى نشاطات بلانكو الإجرامية وتم اتهامها وثلاثين من مساعديها بالمؤامرة جنائية، هربت بلانكو وعائلتها مباشرة إلى كولومبيا لتجنب المحاكمة لكن عادت إلى الولايات المتحدة في أواخر السبعينيات لبدء مشروع جديد لبيع المخدرات في ميامي.
تزامنت عودتها مع بداية تصاعد الصراعات العنيفة في منطقة ميامي، حيث شهدت المنطقة مئات جرائم القتل سنويًا. واشتهرت هذه الفترة بحرب المخدرات في ميامي، حيث كان الكوكايين مربحًا للغاية ويفوق ربحية القنب الهندي. وقد واجهت السلطات صعوبة في وقف تدفق الكوكايين إلى ميامي، مما دفع إلى إنشاء وحدة "سنتاك 26" (CENTAC 26)، وهي عملية مشتركة بين مديرية شرطة ميامي-ديد وإدارة مكافحة المخدرات (DEA) لمكافحة تجارة المخدرات.

## اعتقالها
في 17 فبراير 1985، تم اعتقال بلانكو في منزلها من قبل عملاء إدارة مكافحة المخدرات الأمريكية (DEA) واتُهمت فيما بعد بالتآمر لتصنيع واستيراد وتوزيع الكوكايين. تم إحالة القضية إلى المحكمة الفيدرالية في مدينة نيويورك، حيث أدينت وحكم عليها بالسجن مدة 15 عامًا.
أثناء قضائها فترة السجن، تم اتهامها بثلاث تهم إضافية : القتل العمدي من قبل ولاية فلوريدا. قام المدعي بالاتفاق مع أحد قتلتها الموثوقين، خورخي أيالا، الذي وافق على الشهادة بأن بلانكو أمرته بتنفيذ هذه الجرائم، لكن سقطت التهمة بسبب تعقيدات قانونية تعقلت بفضيحة الجنس الهاتفي بين أيالا واثنتين من السكرتيرات العاملات في مكتب المدعي العام.
في عام 1998، اعترفت بلانكو بالجرم في ثلاث تهم متعلقة بالقتل من الدرجة الثانية وتم الحكم عليها بالسجن مدة 20 عامًا. في عام 2002، تعرضت بلانكو، لأزمة قلبية في السجن بسبب كثرة التدخين.
في عام 2004، نظرًا لتدهور حالتها الصحية، تم منحها الإفراج الرحيم من السجن في الولايات المتحدة وتم ترحيلها إلى بلدها الأم كولومبي ا.

## حياتها الخاصة
تزوجت بلانكو ثلاث مرات و أنجبت أربعة أبناء. التقت بزوجها الأول كارلوس تروخيو عندما كانت في الثالثة عشرة من عمرها وأنجبت منه ثلاثة أبناء كلهم ولدوا في في ميديلين: ديكسون وأوبر وأوسفالدو. ولد الثلاثة قبل أن تبلغ بلانكو الحادية والعشرين من العمر. انفصلت فيما بعد مع تروخيو ولكن بقيا شركاء في الأعمال. وبعد نقاش حاد حول صفقة تجارية فاشلة، أمرت بلانكو بقتل زوجها.
تزوجت مرة ثانية من ألبرتو برافو، لكن بعد عودتها إلى كولومبيا، اتهمته بسرقة ملايين الدولارات من شركتها، بينما إدعى برافو بأنها أصبحت نرجسية و مغرورة بعدما أصبحت تلقب بالعرابة، فقامت بلانكو بإطلاق رصاصة عليه في الرأس.
تزوجت مرة ثالثة من داريو سيبولفيدا و أنجبت معه طفلا سمي ميكل كوليوني بلانكو، لكن بحلول عام 1983، قررا الأنفصال.
إختطف زوجها سيبولفيدا إبنه و ذلك بعد نشوب خلاف بين الطليقين حول موضوع الحضانة، قامت بلانكو بترتيب أمر إغتيال زوجها السابق في كولومبيا و استعادت ابنها معها في الولايات المتحدة الأمريكية.
تكلفت جدة مايكل بتربيته في سنوات طفولته و مراقته، لأن والده تم اغتياله و أمه بلانكا كانت في السجن الأمريكي.
في عام 2012، واجه مايكل الإقامة الجبرية بعد إدانته بتهمتين جنائيتين تتعلقان بتهريب الكوكايين.
أصبح فيما بعد يستدعى للظهور في الوثائقيات و أصبح يدير ماركة ملابس تسمى Pure Blanco.
وفقًا لمايكل، فإن والدته اعتنقت المسيحية في سنواتها الأخيرة.

## اغتيالها
في 3 سبتمبر 2012، زارت بلانكو وزوجة ابنها الحامل جزارًا يدعى كارديسو ، والذي يقع في شارع 29 بمدينة ميديلين. وأثناء مغادرتهم للمحل، اقترب قاتل يستقل دراجة نارية وأطلق النارعلى بلانكو مرتين، مما أدى إلى وفاتها.
تشبه طريقة الاغتيال هذه بشكل كبير الطريقة الذي كانت تستخدمها بلانكو (شخص يقود دراجة نارية و شخص أخر في الخلف لتنفيذ الاغتيال ثم الهروب) خلال فترة حرب المخدرات في ميامي.

## روابط خارجية
- غريزلدا بلانكو على موقع IMDb (الإنجليزية)
- غريزلدا بلانكو على موقع الموسوعة البريطانية (الإنجليزية)